# NGC 3265
NGC 3265 је елиптична галаксија у сазвежђу Мали лав која се налази на NGC листи објеката дубоког неба.
Деклинација објекта је + 28° 47' 49" а ректасцензија 10h 31m 6,8s. Привидна величина (магнитуда) објекта NGC 3265 износи 13,1 а фотографска магнитуда 14,1. NGC 3265 је још познат и под ознакама UGC 5705, MCG 5-25-19, CGCG 154-23, WAS 12, IRAS 10282+2903, PGC 31029.